# Збіґнєв
Збі́ґнєв, Збігнев (пол. Zbigniew) — польське ім'я. Існує також українське ім'я Збигнів (у кінці XIV століття мало вигляд Збыгнѣвъ).

## Відомі носії
- Збігнєв Бартошинський (1929—2004) — відомий кристалограф, мінералог, професор.
- Збігнєв Бжезинський (1928—2017) — американський політолог, соціолог і державний діяч.
- Збігнєв Блажинський (1914—1996) — польський журналіст у вигнанні.
- Збігнев Бонек (1956) — польський футболіст, тренер і футбольний функціонер.
- Збіґнєв Брохвіч-Левинський (1877—1951) — польський архітектор, військовий діяч.
- Збігнев Брудка (1984) — польський ковзаняр, олімпійський чемпіон.
- Збігнєв Буяк (1954) — польський профспілковий діяч і політик.
- Збіґнєв Вардзала (1903—1956) — польський архітектор.
- Збігнев Вассерманн (1949—2010) — польський політик.
- Збіґнєв Венцель (1913—1986) — польський футболіст.
- Збіґнєв Герберт (1924—1998) — польський поет, есеїст, драматург.
- Збігнев Горайський (?—1655) — шляхтич, урядник Королівства Польського руського походження. Каштелян київський, холмський.
- Збіґнєв Горнунґ (1903—1981) — польський вчений, історик мистецтва, архітектури. Професор.
- Збігнєв Гут (1949—2010) — польський футболіст, що грав на позиції захисника.
- Збігнєв Дода (1931—2013) – польський шахіст.
- Збігнєв Жепецький (1901—1972) — архітектор.
- Збігнєв Куртич (1919—2015) — польський співак, гітарист і композитор.
- Збіґнєв Лібера (1959) – польський митець, автор інсталяцій та відео-інсталяцій, фотограф і перформер.
- Збіґнєв Месснер (1929—2014) — польський державний діяч, прем'єр-міністр Польської Народної Республіки (1985—1988), депутат Сейму Польської Народної Республіки IX каденції.
- Збіґнєв Міколейко (1951) — польський філософ, історик релігії та ідеї, есеїст, педагог.
- Збігнев Морштин (1628—1689) — польський поет часів Речі Посполитої.
- Збігнєв Ненацький (1929—1994) — відомий польський письменник.
- Збіґнєв Олесницький (1389—1455) — єпископ краківський, перший кардинал польського походження. Регент Польського королівства, впливовий державний діяч та дипломат.
- Збігнев Петшиковський (1934—2014) — польський боксер, триразовий олімпійський призер, чотириразовий чемпіон континенту.
- Збігнев Прайснер (1955) — польський композитор кіномузики і театру.
- Збігнєв Пронашко (1885—1958) — польський художник, скульптор, графік.
- Збіґнєв Реліґа (1938—2009) — польський кардіохірург і політик.
- Збіґнєв Ромашевський (1940—2014) — польський політик, дисидент та правозахисник, фізик за фахом.
- Збіґнєв Тенчиньський (?—1498) — польський шляхтич, урядник Королівства Польського.
- Збігнєв Цибульський (1927—1967) — легенда польського кіно і театру, національний герой Польщі.
- Збігнєв Шимчак (1952) — польський шахіст і тренер.
- Збігнєв Цебуля (1961) — польський художник, педагог.

1. ↑  Чучка, 2011, с. 194.